# 日本ロリータ協会
日本ロリータ協会（にほんロリータきょうかい、英語：Japan Lolita Association）は、日本の協会である。

## 概要
ロリータの日本国内での活性化や全世界への普及とネットワークを広げていくことなどを目的にしている。

## 活動目的
- ロリータニュースの発信
- 全世界のかわいい大使の募集と任命
- お茶会の実施
- ロリータブランドやお茶会かカフェの募集
- 会員の情報交換
- 学校及び教育機関の募集と任命